# Bystrowianidae
Los bistrowiánidos (Bystrowianidae) son una familia de tetrápodos reptiliomorfos que existieron durante el periodo Pérmico en, Rusia y China.

## Taxonomía
- Reptiliomorpha
- Orden Chroniosuchia
  - Familia Bystrowianidae
    - Axitectum
    - Bystrowiana
    - Bystrowiella[3]
    - Dromotectum
    - Synesuchus